# Scottish League Cup 2012/13
Der Scottish League Cup wurde 2012/13 zum 67. Mal ausgespielt. Der schottische Ligapokal, der unter den Teilnehmern der Scottish Football League und der Scottish Premier League ausgetragen wurde, begann am 31. Juli 2012 und endete mit dem Finale am 17. März 2013. Offiziell wird der Pokalwettbewerb als Scottish Communities League Cup ausgetragen. Wurde in einem Duell nach 90 Minuten plus Verlängerung kein Sieger gefunden, wurde das Spiel im Elfmeterschießen entschieden. Als Titelverteidiger startete der FC Kilmarnock, der im Vorjahr gegen Celtic Glasgow im Finale gewann.

## 1. Runde
Ausgetragen wurden die Begegnungen am 31. Juli sowie am 4./5./7. August 2012.
|                       | Ergebnis              |                 |
| --------------------- | --------------------- | --------------- |
| FC Peterhead          | 0:0 n. V. (1:4 i. E.) | FC Dundee       |
| Queen of the South    | 5:2                   | Alloa Athletic  |
| FC Stranraer          | 0:8                   | FC Livingston   |
| Raith Rovers          | 4:3                   | Berwick Rangers |
| FC Stenhousemuir      | 4:0                   | Brechin City    |
| FC Montrose           | 2:1                   | FC Cowdenbeath  |
| Ayr United            | 6:1                   | FC Clyde        |
| FC Dumbarton          | 2:0                   | Albion Rovers   |
| Forfar Athletic       | 0:2                   | Partick Thistle |
| FC Falkirk            | 2:0                   | Elgin City      |
| Hamilton Academical   | 2:0                   | Annan Athletic  |
| FC Arbroath           | 1:1 n. V. (3:2 i. E.) | Stirling Albion |
| FC Queen’s Park       | 3:2 n. V.             | Airdrie United  |
| FC East Stirlingshire | 1:5                   | Greenock Morton |
| Glasgow Rangers       | 4:0                   | FC East Fife    |

## 2. Runde
Ausgetragen wurden die Begegnungen am 22./28./29./30. August 2012.
|                      | Ergebnis  |                     |
| -------------------- | --------- | ------------------- |
| Greenock Morton      | 0:2 n. V. | FC Aberdeen         |
| FC Livingston        | 3:2 n. V. | FC Dumbarton        |
| Ross County          | 1:4       | Raith Rovers        |
| FC Kilmarnock        | 1:2       | FC Stenhousemuir    |
| Queen of the South   | 2:0       | Hibernian Edinburgh |
| Dunfermline Athletic | 3:0       | FC Montrose         |
| Hamilton Academical  | 1:0 n. V. | Partick Thistle     |
| FC St. Mirren        | 5:1       | Ayr United          |
| FC Queen’s Park      | 2:1       | FC Dundee           |
| FC Arbroath          | 0:2       | Inverness CT        |
| Glasgow Rangers      | 3:0       | FC Falkirk          |

## 3. Runde
Ausgetragen wurden die Begegnungen am 25./26. September 2012.
|                      | Ergebnis              |                     |
| -------------------- | --------------------- | ------------------- |
| Celtic Glasgow       | 4:1                   | Raith Rovers        |
| Heart of Midlothian  | 3:1                   | FC Livingston       |
| Queen of the South   | 0:1                   | Dundee United       |
| FC St. Johnstone     | 4:1                   | FC Queen’s Park     |
| FC St. Mirren        | 1:0                   | Hamilton Academical |
| FC Stenhousemuir     | 1:1 n. V. (4:5 i. E.) | Inverness CT        |
| Glasgow Rangers      | 2:0                   | FC Motherwell       |
| Dunfermline Athletic | 0:1                   | FC Aberdeen         |

## Viertelfinale
Ausgetragen wurden die Begegnungen am 30./31. Oktober 2012.
|                 | Ergebnis              |                     |
| --------------- | --------------------- | ------------------- |
| FC Aberdeen     | 2:2 n. V. (2:4 i. E.) | FC St. Mirren       |
| Celtic Glasgow  | 5:0                   | FC St. Johnstone    |
| Dundee United   | 1:1 n. V. (4:5 i. E.) | Heart of Midlothian |
| Glasgow Rangers | 0:3                   | Inverness CT        |

## Halbfinale
Ausgetragen wurden die Begegnungen am 26. und 27. Januar 2013.
|               | Ergebnis              |                     |
| ------------- | --------------------- | ------------------- |
| Inverness CT  | 1:1 n. V. (3:4 i. E.) | Heart of Midlothian |
| FC St. Mirren | 3:2                   | Celtic Glasgow      |

## Finale
| FC St. Mirren                                                   | FC St. Mirren | Heart of Midlothian | Heart of Midlothian |
| --------------------------------------------------------------- | --- | --- | ------------------- |
| FC St. Mirren                                                   | \| 17. März 2013 um 15:00 Uhr (Ortszeit) in Glasgow (Hampden Park) \| \| Ergebnis: 3:2 (1:1) \| \| Zuschauer: 44.036 \| \| Schiedsrichter: Craig A. Thomson \| \| Spielbericht \|                                                                  | \| 17. März 2013 um 15:00 Uhr (Ortszeit) in Glasgow (Hampden Park) \| \| Ergebnis: 3:2 (1:1) \| \| Zuschauer: 44.036 \| \| Schiedsrichter: Craig A. Thomson \| \| Spielbericht \|                                                                      | Heart of Midlothian |
| FC St. Mirren                                                   | Craig Samson – David van Zanten, Marc McAusland, Jim Goodwin , Paul Dummett – Gary Teale, Paul McGowan, Conor Newton, John McGinn (81. Graham Carey) – Steven Thompson (77. Sam Parkin), Esmaël Gonçalves (90. Lee Mair) Cheftrainer: Danny Lennon | Jamie MacDonald – Dylan McGowan, Andy Webster , Danny Wilson, Kevin McHattie – Ryan Stevenson, Darren Barr (70. Jason Holt), Mehdi Taouil (80. Dale Carrick), Jamie Walker (64. Arvydas Novikovas) – Michael Ngoo, John Sutton Cheftrainer: Gary Locke | Heart of Midlothian |
| FC St. Mirren                                                   | 1:1 Gonçalves (37.) 2:1 Thompson (46.) 3:1 Newton (66.) | 0:1 Stevenson (10.) 3:2 Stevenson (85.) | Heart of Midlothian |
| FC St. Mirren                                                   | Gonçalves (39.), Teale (83.) | Ngoo (69.), Stevenson (82.), Sutton (90.+3') | Heart of Midlothian |
| 17. März 2013 um 15:00 Uhr (Ortszeit) in Glasgow (Hampden Park) | | |                     |
| Ergebnis: 3:2 (1:1)                                             | | |                     |
| Zuschauer: 44.036                                               | | |                     |
| Schiedsrichter: Craig A. Thomson                                | | |                     |
| Spielbericht                                                    | | |                     |